# Le cose che vivi (canção)
"Le cose che vivi" é uma canção gravada e interpretada pela cantora italiana Laura Pausini.
É o segundo single, lançado em dezembro de 1996, do álbum Le cose che vivi.

## Informações da canção
A letra foi escrita por Cheope e a música foi composta por Giuseppe Carella, Fabrizio Baldoni e Gino De Stefani.
A canção possui uma versão em língua espanhola intitulada Las cosas que vives, adaptada por Badia, inserida no álbum Las cosas que vives e lançada como segundo single na Espanha e na América Latina.
A canção possui também uma versão em língua portuguesa com o título Tudo o que eu vivo, adaptada por Cláudio Rabello e inserida na edição brasileira do álbum Le cose che vivi, porém essa versão não foi lançada como single, nem teve videoclip realizado.

## Informações do vídeo
O videoclip de Le cose che vivi foi lançado em duas versões: em italiano e em espanhol, e suas gravações foram efetuadas no final de 1996, sob a direção de Alberto Colombo. Gravado em Miami, nos EUA, o video retrata o dia-a-dia das pessoas, a normalidade e a rotina de cada um.
Em 1999, os videoclips de Le cose che vivi e Las cosas che vives, foram inseridos no VHS Video Collection 93–99.

## Faixas
| CD single - Promo 000461 - Warner Music Itália (1996) 1. Le cose che vivi CD single - 000462 - Warner Music Espanha (1996) 1. Las cosas que vives CD single - 175079 - Warner Music Europa (1996) 1. Le cose che vivi 2. Inolvidable CD single - 0630175082 Warner Music Europa (1996) 1. Le cose che vivi 2. Inolvidable 3. 16/05/74 (Italian Version) 4. Le cose che vivi (Radio Edit) CD single - Warner Music Europa (1997) 1. Inolvidable (Remix) 2. Las cosas que vives (Remix) 3. Dos enamorados (Remix) 4. Escucha a tu corazón (Remix) | CD single - 01897 Warner Music Brasil (1996) 1. Le cose che vivi (Radio Dance Edit) 2. Le cose che vivi (Extend Dance Mix) 3. Le cose che vivi (Origial Radio Mix One) 4. Las cosas que vives (Origial Radio Mix Two) 5. Las cosas que vives (Fabio B Mix) CD single - 1042 Warner Music México (1996) 1. Las cosas que vives (Tullio Radio Edit) 2. Las cosas que vives (Dance Mix) 3. Las cosas que vives (Cuca's Night Mix Edit) 4. Las cosas que vives (Cuca's Night Extend) 5. Las cosas que vives (Euro Dance Edit) 6. Las cosas que vives (Euro Dance Extend) |

## Desempenho nas tabelas musicais
| Paradas (1996-1997)                       | Melhor posição |
| ----------------------------------------- | -------------- |
| Estados Unidos (Billboard Latin Pop Song) | 1              |
| Estados Unidos (Billboard Latin Song)     | 6              |

## Informações adicionais
Le cose che vivi foi inserida também no álbum The Best of Laura Pausini: E ritorno da te e em versão live no DVD Live 2001-2002 World Tour e nos álbuns ao vivo Live in Paris 05, San Siro 2007 e Laura Live World Tour 09.
Inolvidable foi inserida também no álbum Lo Mejor de Laura Pausini: Volveré junto a ti.
Em 2008, a cantora italiana Marina Barone regravou Le cose che vivi, que foi inserida em seu álbum coletânea Filorossonero.